# Valda (Trentino)
Valda (deutsch veraltet: Wald im Fasstal) ist eine Fraktion der Gemeinde (comune) Altavalle und war bis 2015 eine selbstständige Gemeinde im Trentino in der Region Trentino-Südtirol.

## Lage
Der Ort liegt etwa 18 Kilometer nordöstlich von Trient auf der orographisch rechten Talseite des vom Avisio durchflossenen Cembratales.

## Geschichte
Am 1. Januar 2016 schlossen sich die Gemeinden Valda, Faver, Grumes und Grauno zur neuen Gemeinde Altavalle zusammen. Die Gemeinde Valda gehörte Talgemeinschaft Comunità della Valle di Cembra und hatte am 31. Dezember 2015 217 Einwohner auf einer Fläche von 6 km². Nachbargemeinden waren Salurn in (BZ) sowie Grumes, Faver und Segonzano.